# Piz Davo Lais
Piz Davo Lais är en bergstopp i Schweiz.   Den ligger i regionen Engiadina Bassa/Val Müstair och kantonen Graubünden, i den östra delen av landet, 210 km öster om huvudstaden Bern. Toppen på Piz Davo Lais är 3 027 meter över havet, eller 217 meter över den omgivande terrängen. Bredden vid basen är 1,4 km.
Terrängen runt Piz Davo Lais är bergig söderut, men norrut är den kuperad. Runt Piz Davo Lais är det mycket glesbefolkat, med 5 invånare per kvadratkilometer.. Närmaste större samhälle är Scuol, 9,5 km söder om Piz Davo Lais. 
Trakten runt Piz Davo Lais består i huvudsak av gräsmarker.